# Associazione Calcio Como 1949-1950
Questa voce raccoglie le informazioni riguardanti l'Associazione Calcio Como nelle competizioni ufficiali della stagione 1949-1950.

## Stagione
La stagione 1949-1950 è la prima nella storia del club in Serie A. La promozione, ottenuta con ampio margine al termine del torneo cadetto 1948-1949, portò notevole entusiasmo in città. L'esordio assoluto, l'11 settembre al Sinigaglia contro il Palermo, si concluse con una vittoria per 1-0, grazie a un gol di Stua e al rigore parato da Cardani al rosanero Vycpálek; una settimana più tardi, la prima trasferta di Serie A, nella vicina Milano, portò a un 1-1 contro i rossoneri del Milan. Proprio dal Palermo arriva il cecoslovacco Chawko, l'unico straniero in rosa, che collezionerà solo 5 presenze. Si consolida il "mito" dell'italianità della squadra, accolta dagli spalti al grido di "Forza Italia!", un mito che rimarrà negli anni seguenti e che sarà più volte rivendicato con orgoglio: memorabile il cartello "Milan - stati uniti d'Europa - contro Como - Italia" esposto nel 1950 in occasione di una partita coi rossoneri al Sinigaglia.
Il Como, nel girone d'andata, fu tra le squadre rivelazione, non solo per i risultati, ma anche per il gioco espresso, malgrado gli infortuni che colpirono Bosco e Susmel. La prima sconfitta arrivò alla quinta giornata, per mano dei campioni d'Italia del Torino, che espugnarono il Sinigaglia col punteggio di 3-1. A quella data, i comaschi avevano superato Lazio e Venezia, dopo il pareggio di San Siro. La squadra perse anche a Genova contro i rossoblù genoani (3-1), ma poi batté la Fiorentina a Como (4-1) e pareggiò a Trieste (1-1), prima dello scontro con la Juventus, a Torino, il 30 ottobre 1949. La partita in casa della squadra bianconera, che a fine stagione si sarebbe laureata campione d'Italia, vide il Como andare in vantaggio due volte, per poi strappare un pareggio per 2-2. Si trattò, agli effetti della media inglese, del primo punto perso dai bianconeri in quel torneo.
In questa stagione, oltre al Como, 4 squadre lombarde disputano la Serie A: le due milanesi, l'Atalanta e la Pro Patria. Complessivamente, negli 8 derby regionali, il Como ottiene 4 vittorie, 2 pareggi e 2 sconfitte, entrambe in casa, contro Milan e Inter mentre è imbattuto nelle trasferte. In particolare, la vittoria del 14 maggio 1950 all'Arena contro l'Inter rappresenta l'unico successo in casa dei nerazzurri in partite di Serie A. Gli azzurri concludono il girone d'andata con la sconfitta casalinga contro il Padova (1-2), terzo rovescio consecutivo di un periodo che vede il Como conquistare solo due pareggi per 0-0 in nove gare, dal 25 dicembre 1949 al 19 febbraio 1950. La vittoria contro la Triestina interrompe questa serie negativa, che aveva portato i lariani nelle zone basse della classifica, di lì a fine stagione, in 13 gare arrivano solo 2 sconfitte e ben 8 vittorie, tra cui quelle ottenute a Firenze, Roma (contro i giallorossi della Roma), Genova (contro la Sampdoria) e quella già ricordata a Milano sull'Inter. Il campionato si conclude il 28 maggio 1950 allo stadio Silvio Appiani di Padova, dove i biancoscudati vincono per 5-2.
Il Como è sesto in classifica con 41 punti (gli stessi del Torino, che ha però un quoziente reti migliore), grazie a 15 vittorie e 11 pareggi nelle 38 gare disputate (12 le sconfitte); è una squadra che segna poco (59 gol, la Juventus campione ne fa 100, il Milan 118, la Lucchese 16ª classificata 65) ma subisce relativamente pochi gol (sempre 59, sempre a titolo di paragone, la Juventus ne incassa 43 e l'Inter, terza, 60). Si tratta del miglior risultato storico di sempre in massima serie per il Como, che ha in Vittorio Ghiandi il suo topscorer, con ben 18 reti segnate in 35 partite. I risultati di questa stagione portarono alla conferma in blocco dell'undici titolare e dell'allenatore Mario Varglien.

## Divise
Per la stagione 1949-1950 il Como scende in campo con la classica divisa composta da maglia azzurra e pantaloncini bianchi, con calzettoni azzurri. La divisa da trasferta è interamente bianca.
Sulle maglie, in corrispondenza del petto, non si trova l'emblema sociale, bensì lo stemma civico.

## Organigramma societario
Area direttiva
- Presidente: Carlo Songia

Area tecnica
- Allenatore: Mario Varglien

## Rosa
| N. |                   | Ruolo | Calciatore             |
| -- | ----------------- | ----- | ---------------------- |
|    | Italia (bandiera) | P     | Franco Cardani         |
|    | Italia (bandiera) | P     | Giuseppe Romano        |
|    | Italia (bandiera) | D     | Alfredo Travia         |
|    | Italia (bandiera) | D     | Luigi Bosco            |
|    | Italia (bandiera) | D     | Franco Pedroni         |
|    | Italia (bandiera) | D     | Ermelindo Lovagnini    |
|    | Italia (bandiera) | D     | Gianfranco Gatti       |
|    | Italia (bandiera) | C     | Piero Maronati         |
|    | Italia (bandiera) | C     | Umberto Pinardi        |
|    | Italia (bandiera) | C     | Riccardo Alberto Villa |
|    | Italia (bandiera) | A     | Mario Stua             |

| N. |                           | Ruolo | Calciatore          |
| -- | ------------------------- | ----- | ------------------- |
|    | Italia (bandiera)         | A     | Vittorio Ghiandi    |
|    | Italia (bandiera)         | A     | Benito Meroni       |
|    | Italia (bandiera)         | A     | Ercole Rabitti      |
|    | Italia (bandiera)         | A     | Alceo Lipizer       |
|    | Italia (bandiera)         | A     | Sergio Susmel       |
|    | Italia (bandiera)         | A     | Otello Badiali      |
|    | Italia (bandiera)         | A     | Giovanni Migliorini |
|    | Italia (bandiera)         | A     | Valentino Valli     |
|    | Italia (bandiera)         | A     | Carlo Dossi         |
|    | Cecoslovacchia (bandiera) | A     | János Chawko        |
|    | Italia (bandiera)         | A     | Carlo Maesani       |

## Calciomercato
| Acquisti | Acquisti            | Acquisti    | Acquisti                     |
| R.       | Nome                | da          | Modalità                     |
| -------- | ------------------- | ----------- | ---------------------------- |
| D        | Ermelindo Lovagnini | Livorno     | acquisto a titolo definitivo |
| C        | Umberto Pinardi     | Gallaratese | acquisto a titolo definitivo |
| A        | Sergio Susmel       | Lecco       | acquisto a titolo definitivo |
| A        | János Chawko        | Palermo     | acquisto a titolo definitivo |
| A        | Otello Badiali      | SPAL        | acquisto a titolo definitivo |
| A        | Vittorio Ghiandi    | Crema       | acquisto a titolo definitivo |

| Cessioni | Cessioni         | Cessioni  | Cessioni |
| R.       | Nome             | a         | Modalità |
| -------- | ---------------- | --------- | -------- |
| A        | Árpád Fekete     | Pro Sesto | cessione |
| P        | Ermes Dal Pozzo  | ?         | cessione |
| C        | Gian Carlo Galli | ?         | cessione |
| C        | Aristide Noseda  | ?         | cessione |
| A        | Giovanni Ponti   | ?         | cessione |
| A        | Plinio Pozzoli   | ?         | cessione |
| P        | Domenico Rancan  | ?         | cessione |
| D        | Mario Ruaro      | ?         | cessione |
| A        | Giovanni Zanollo | Chiasso   | cessione |

## Risultati

### Campionato

#### Girone di andata
| 11 settembre 1949 1ª giornata | Como | 1 – 0 | Palermo |  |

| 18 settembre 1949 2ª giornata | Milan | 1 – 1 | Como |  |

| 25 settembre 1949 3ª giornata | Como | 1 – 0 | Lazio |  |

| 2 ottobre 1949 4ª giornata | Venezia | 1 – 2 | Como |  |

| 9 ottobre 1949 5ª giornata | Como | 1 – 3 | Torino |  |

| 16 ottobre 1949 6ª giornata | Genoa | 3 – 1 | Como |  |

| 20 ottobre 1949 7ª giornata | Como | 4 – 1 | Fiorentina |  |

| 23 ottobre 1949 8ª giornata | Triestina | 1 – 1 | Como |  |

| 30 ottobre 1949 9ª giornata | Juventus | 2 – 2 | Como |  |

| 6 novembre 1949 10ª giornata | Como | 2 – 2 | Bologna |  |

| 13 novembre 1949 11ª giornata | Como | 1 – 0 | Pro Patria |  |

| 20 novembre 1949 12ª giornata | Lucchese | 3 – 1 | Como |  |

| 4 dicembre 1949 13ª giornata | Como | 3 – 1 | Sampdoria |  |

| 8 dicembre 1949 14ª giornata | Como | 0 – 0 | Roma |  |

| 11 dicembre 1949 15ª giornata | Novara | 1 – 1 | Como |  |

| 18 dicembre 1949 16ª giornata | Atalanta | 0 – 2 | Como |  |

| 26 dicembre 1949 17ª giornata | Como | 1 – 5 | Inter |  |

| 1 gennaio 1950 18ª giornata | Bari | 1 – 0 | Como |  |

| 8 gennaio 1950 19ª giornata | Como | 1 – 2 | Padova |  |

#### Girone di ritorno
| 15 gennaio 1950 20ª giornata | Palermo | 3 – 2 | Como |  |

| 22 gennaio 1950 21ª giornata | Como | 1 – 4 | Milan |  |

| 29 gennaio 1950 22ª giornata | Lazio | 3 – 2 | Como |  |

| 5 febbraio 1950 23ª giornata | Como | 0 – 0 | Venezia |  |

| 12 febbraio 1950 24ª giornata | Torino | 4 – 0 | Como |  |

| 19 febbraio 1950 25ª giornata | Como | 0 – 0 | Genoa |  |

| 23 febbraio 1950 26ª giornata | Fiorentina | 0 – 1 | Como |  |

| 5 marzo 1950 27ª giornata | Como | 3 – 1 | Triestina |  |

| 12 marzo 1950 28ª giornata | Como | 2 – 6 | Juventus |  |

| 19 marzo 1950 29ª giornata | Bologna | 2 – 2 | Como |  |

| 26 marzo 1950 30ª giornata | Pro Patria | 0 – 0 | Como |  |

| 9 aprile 1950 31ª giornata | Como | 4 – 0 | Lucchese |  |

| 16 aprile 1950 32ª giornata | Sampdoria | 0 – 1 | Como |  |

| 23 aprile 1950 33ª giornata | Roma | 0 – 1 | Como |  |

| 30 aprile 1950 34ª giornata | Como | 2 – 2 | Novara |  |

| 7 maggio 1950 35ª giornata | Como | 4 – 0 | Atalanta |  |

| 14 maggio 1950 36ª giornata | Inter | 1 – 2 | Como |  |

| 21 maggio 1950 37ª giornata | Como | 4 – 1 | Bari |  |

| 28 maggio 1950 38ª giornata | Padova | 5 – 2 | Como |  |

## Statistiche

### Statistiche di squadra
| Competizione | Punti | In casa | In casa | In casa | In casa | In casa | In casa | In trasferta | In trasferta | In trasferta | In trasferta | In trasferta | In trasferta | Totale | Totale | Totale | Totale | Totale | Totale | DR |
| Competizione | Punti | G       | V       | N       | P       | Gf      | Gs      | G            | V            | N            | P            | Gf           | Gs           | G      | V      | N      | P      | Gf     | Gs     | DR |
| ------------ | ----- | ------- | ------- | ------- | ------- | ------- | ------- | ------------ | ------------ | ------------ | ------------ | ------------ | ------------ | ------ | ------ | ------ | ------ | ------ | ------ | -- |
| Serie A      | 41    | 19      | 9       | 5       | 5       | 35      | 28      | 19           | 6            | 6            | 7            | 24           | 31           | 38     | 15     | 11     | 12     | 59     | 59     | 0  |

### Statistiche dei giocatori
| Giocatore     | Serie A  | Serie A |
| Giocatore     | Presenze | Reti    |
| ------------- | -------- | ------- |
| O. Badiali    | 10       | 1       |
| L. Bosco      | 34       | 0       |
| F. Cardani    | 36       | -53     |
| J. Chawko     | 5        | 0       |
| C. Dossi      | 9        | 1       |
| G. Gatti      | 3        | 0       |
| V. Ghiandi    | 35       | 18      |
| A. Lipizer    | 20       | 10      |
| E. Lovagnini  | 8        | 0       |
| C. Maesani    | 4        | 1       |
| P. Maronati   | 34       | 1       |
| B. Meroni     | 28       | 5       |
| G. Migliorini | 9        | 1       |
| F. Pedroni    | 33       | 0       |
| U. Pinardi    | 21       | 1       |
| E. Rabitti    | 24       | 3       |
| G. Romano     | 2        | -6      |
| M. Stua       | 36       | 7       |
| S. Susmel     | 19       | 5       |
| A. Travia     | 36       | 0       |
| V. Valli      | 9        | 1       |
| R. Villa      | 3        | 0       |